# Baronía de Almenar
La baronía de Almenar es un título nobiliario concedido  por  Fernando VII a favor de Ventura de Viala y de Aguilera Sescorts (19 de marzo de 1778), aristócrata y notario de Tárrega, teniente coronel de Infantería, Maestrante de Ronda, señor del Antiguo y Real Feudo y Castellanía de San Jorge de Piera, señor del Castillo de Piera, del Castillo de San Jorge y de la baronía de Ca N’Aguilera, diputado de la Antigua Junta de Lérida.

## Historia
El título de barón de Almenar le fue concedido con fecha 24 de febrero de 1831, por su significación en la Guerra de la Independencia en Francia. Donó ocho arrobas y cinco libras de plata para el vestuario y armamento del ejército y fue comisionado por el general Blake y la junta superior para levantar en masa y armar todo el corregimiento de Lérida para socorrer Gerona. Se le impuso un préstamo de 5000 duros de la época que al momento pagó y cedió al estado. Fue nombrado por el marqués de Campo-Verde, comandante de las compañías patrióticas del corregimiento de Lérida, del batallón de reserva de Tárrega y del de tiradores del Lérida. Como jefe de estos cuerpos hizo servicio voluntario de guerrillas dos meses consecutivos en los puntos del Bruc, Castellolí y Ca N'Aguilera (ens sus propias tierras) batiéndose a diario con el enemigo que estaba en Igualada y Montserrat siendo la más célebre la Carga que dio a los enemigos en su retirada del Bruc el 14 de junio de 1808.

## Barones de Almenar
|                                     | Titular                             | Periodo                             |
| Creación por Fernando VII de España | Creación por Fernando VII de España | Creación por Fernando VII de España |
| ----------------------------------- | ----------------------------------- | ----------------------------------- |
| I                                   | Ventura de Viala y de Aguilera      |                                     |
| II                                  | Ramón de Viala y de Carballo        |                                     |
| III                                 | Juan de Viala y de Massalles        |                                     |
| IV                                  | Ramón de Viala y de Ayguavives      |                                     |

## Historia de los barones de Almenar
- Ventura de Viala y de Aguilera, I barón de Almenar.

1. Contrajo matrimonio con Mª Josefa Carvallo de Ledesma y Miró Díez de Andino, transmitiendo a su muerte la baronía a su primogénito.

- Ramón de Viala y de Carvallo, II barón de Almenar.

1. Contrajo matrimonio con Mª del Carmen de Massalles y Viñas, hija del empresario catalán Joan de Massalles y Miquel. Heredó el título mortis causa su primogénito.

- Juan de Viala y de Massalles, III barón de Almenar.

1. Contrajo matrimonio con Mª de las Mercedes de Ayguavives y de León, hija de los marqueses de las Atalayuelas, Guardia Real y Zambrano. Pasó la baronía a su hijo:

- Ramón de Viala y de Ayguavives,[4] IV barón de Almenar, Teniente Coronel Auditor, Gobernador de Civil de Almería y Segovia,[5]
- 1. Casó con Mª del Pilar Plaja y de Tapis.[6]